# Palau (langue)
Pour les articles homonymes, voir Palau.
Le palau (/paˈlaw/), parfois palauan, paluan, ou palaoan; endonyme a tekoi er a Belau) est une langue austronésienne parlée aux Palaos dont elle est une des langues officielles.

## La langue
Bien que le palau se situe dans l'espace géographique de l'Océanie, il n'appartient pas aux langues océaniennes, mais aux langues malayo-polynésiennes occidentales, au même titre que les langues des Philippines et d'Indonésie occidentale.
Le palau compte environ 20 000 locuteurs.